# Салют (стадион, Белгород)
«Салю́т» — футбольный стадион, расположенный в центре города Белгорода рядом с остановкой общественного транспорта «Стадион». Домашний стадион футбольного клуба «Салют Белгород».

## История
Стадион «Салют» — центральное спортивное сооружение Белгорода. Первое футбольное поле появилось здесь в 1920-х годах, позже был оборудован стадион и парашютная вышка ДОСААФ. Поле стадиона часто использовалось как колхозный рынок, во время немецкой оккупации оно было превращено в свалку. 
Новая арена была построена в конце 1950-х годов, когда у города появилась своя собственная футбольная команда, называвшаяся в ту пору ФК «Цементник». Поначалу стадион также назывался «Цементник», но в 1964 году он вслед за клубом был переименован в «Спартак»; назывался так до 1969 года. Сооружение вмещало не более пяти тысяч зрителей, сидениями служили ряды деревянных лавок. 
В 1991 году стадион отошел во владение «Энергомаша», и был переименован по названию компании. К этому времени спортивная арена обветшала, а футбольное поле заросло сорняками. В 1996 году стадион сменил владельцев и стал называться «Салют-ЮКОС».
В 1999 году стадион вновь поменял название: «Салют-Энергия». В этом же году началась реконструкция стадиона. На трибунах были установлены пластиковые сидения, возведён козырек, защищающий болельщиков от дождя, налажен круглогодичный подогрев поля и отремонтированы подтрибунные помещения.
В 2005 году белгородский футбольный клуб вышел в Первый дивизион чемпионата России, и стадион «Салют» получил право принимать игры второй по рангу лиги российского первенства. В 2014 команда перестала существовать, и стадион, вновь переименованный в «Энергомаш», передали новой команде с названием этого предприятия. В 2018 футбольный клуб «Энергомаш» был расформирован, а «Салют Белгород» возрожден. Стадион был передан новой команде, после чего к нему вернулось первоначальное название «Салют».